# Arkhinosz
Arkhinosz (i. e. 5. század) görög szónok
Athénben élt és működött, a mérsékelt demokrácia híve volt. Thraszübolosszal együtt a harminc zsárnok ellen küzdött, később vele is szembefordulva védte a polgárjogról szóló törvényt. Ókori források neki tulajdonítják az ión ábécének Attikába való hivatalos behozatalát. Munkái nem maradtak fenn.